# 鏑木誠
鏑木 誠（かぶらぎ まこと、1857年10月7日（安政4年8月20日） - 1919年（大正8年）4月9日）は、日本の大日本帝国海軍軍人。海軍少将、従四位勲三等。

## 経歴
医師・鏑木玄悦の二男として1857年（安政4年）に上総国（現・千葉県）夷隅郡に生まれる。
古城村（現・千葉県旭市の一部）の歴史をまとめた『古城村史　後編』の人物史には、「誠ハ安政四年八月廿日。元悦の次男として鏑木字河岸湖に生まる。（壬申戸籍にハ三年生とあり）幼名を清之助と曰ふ。」、また慶応義塾に入学する前は「普通学を匝瑳群作新学校に学び」とあるため、千葉県旭市（当時下総国）生まれの可能性がある。
明治4年3月に慶應義塾に入学し、箕作佳吉らと勉学に励む。のち、海軍兵学校（5期）へ転ずる。兵学校卒業後、少尉候補生を経て1886年に大尉。千島回航事務取扱委員（艦長心得）に抜擢され、軍艦「千島」委員長としてイギリスに派遣される。帰朝の際、愛媛県興居島沖にて神戸を出航してきたP&O社所属の英商船ラベンナ（Ravenna）に衝突され、艦は沈没するが難を逃れる（千島艦事件）。
第四水雷艇隊（司令）として日清戦争で功を挙げる。その後軍令部第一局東京防御総督部参謀に補せられ、在イタリア公使館付武官、後にイギリス公使館付武官、転じて大佐に進む。このとき、伊東祐亨軍令部長に宛てた5月9日付電報によれば、鏑木はイギリスの潜水艇の実地検分を行い、その上で彼は、潜水艇を「山師的なもの」で実戦に使用するなど到底できない、と切り捨てている。日露戦争時には駐英公使館付武官で、戦後、海軍少将に抜擢される。語学に秀でており、イギリス・フランス・イタリアとの外交でも秀でたものがあった。この時、師である福澤諭吉から勝利を祝う書簡を受け取っている 。その後交詢社での戦勝祝賀会に参加。
「和泉」艦長、「鎮遠」艦長、佐世保水雷団長、呉港務部長兼呉予備艦部長、呉水雷団長、佐世保水雷団長を経て予備役。1914年（大正3年）3月1日に後備役となる。1918年8月20日に退役した。

## 栄典
- 1886年（明治19年）11月27日 - 正七位[5]